# Estetyka muzyczna

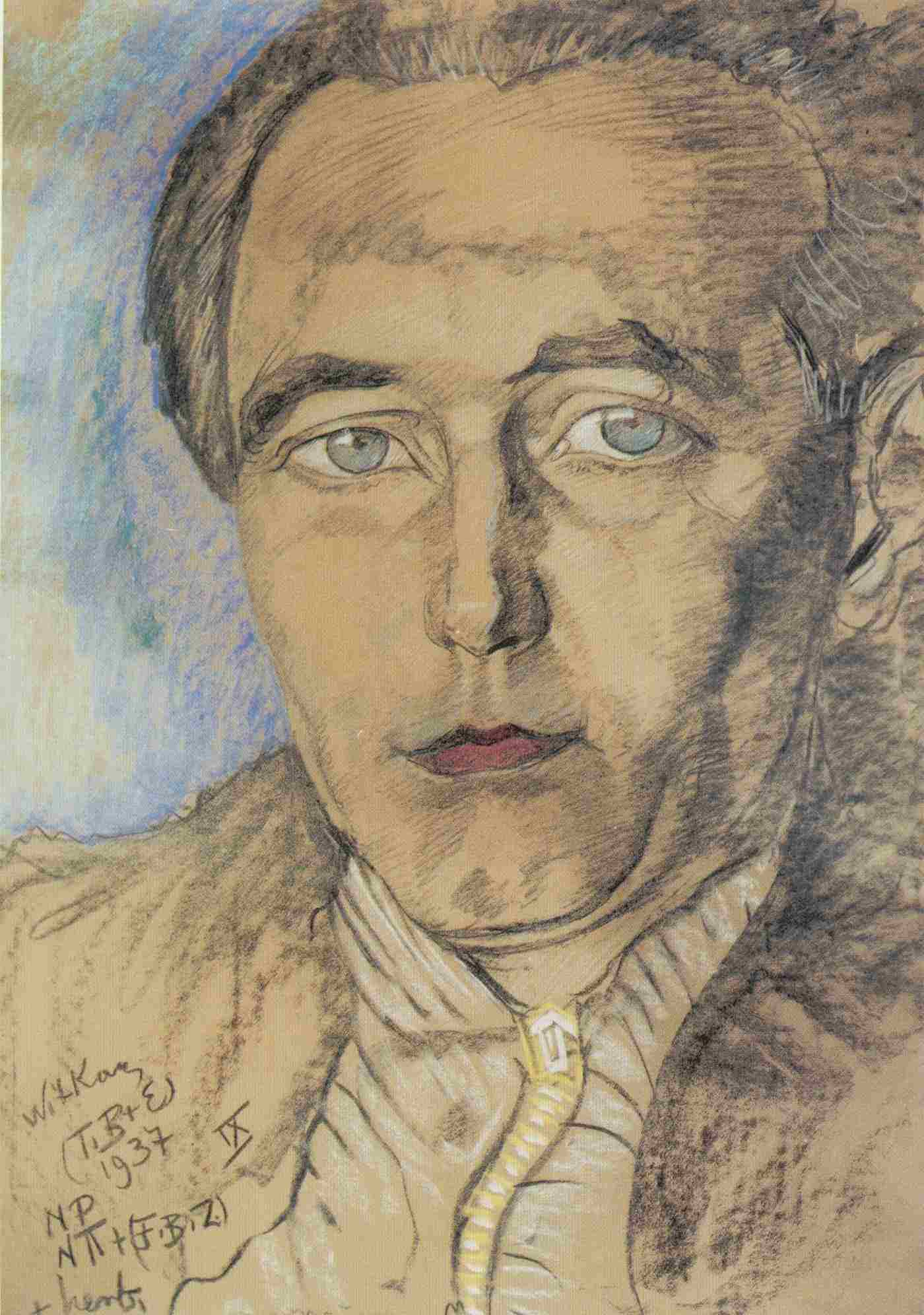
Roman Ingarden – przedstawiciel energetycznej koncepcji muzyki

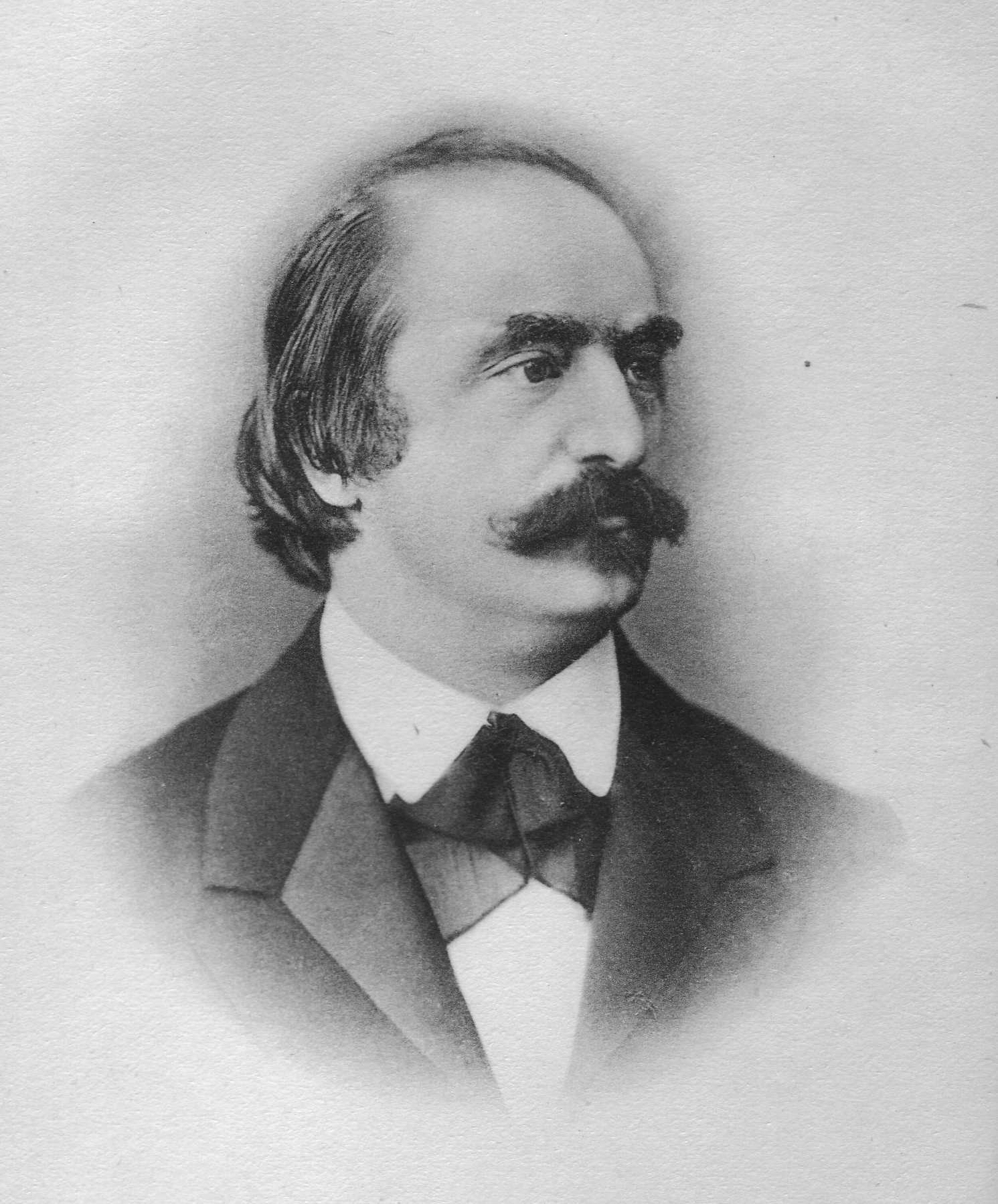
Eduard Hanslick – przedstawiciel estetyki muzycznej autonomicznej

Estetyka muzyczna – dział estetyki ogólnej poświęcony muzyce; filozofia muzyki. Uprawiana przez filozofów, teoretyków muzyki oraz praktyków. Jej centralnym zagadnieniem jest stosunek muzyki do rzeczywistości – swoista relacja, w której materiał muzyczny nie występuje w przyrodzie, lecz jest tworem człowieka.
Głównymi problemami, które podejmuje są zagadnienia:
- istoty muzyki[1],
- funkcji muzyki w społeczeństwie i stosunku wartości estetycznych do etycznych[2],
- specyfiki muzyki w stosunku do innych sztuk[1],
- zmienności kryteriów oceny dzieła muzycznego[2],
- kryteriów wartości estetycznej w muzyce[1],
- smaku, jego zróżnicowania i zmienności[2],
- istoty przeżycia muzycznego[1],
- fizjologii wyższych czynności nerwowych, informatyki[2],
- treści i formy, specyficznych cech gatunków i stylów muzycznych[2].

Centralne zagadnienie – stosunek muzyki do rzeczywistości – jest traktowane dwojako:
- estetyka muzyczna autonomiczna (formalistyczna[2]) przyjmuje, że dzieło muzyczne nie odzwierciedla treści realnych lub zjawisk psychicznych[1] (muzyka absolutna),
- estetyka muzyczna heteronomiczna przyjmuje, że dzieło muzyczne ukazuje treści pozamuzyczne, niezależne od struktur dźwiękowych[2] (muzyka programowa), przy czym różne odłamy tego kierunku dociekają innej natury zjawisk pozamuzycznych:
  - heteronomiczna estetyka metafizyczna twierdzi, że dzieło muzyczne ujawnia istotę bytu (wolę, ideę itp.)[2],
  - heteronomiczna estetyka wyrazu twierdzi, że dzieło ujawnia przeżycia twórcy lub uogólnione zjawiska psychiczne[1],
  - heteronomiczna estetyka naśladownictwa twierdzi, że dzieło naśladuje zjawiska realne[2],
  - heteronomiczna estetyka marksistowska widzi w muzyce uogólnione odzwierciedlenie rzeczywistości[1].

## Historia

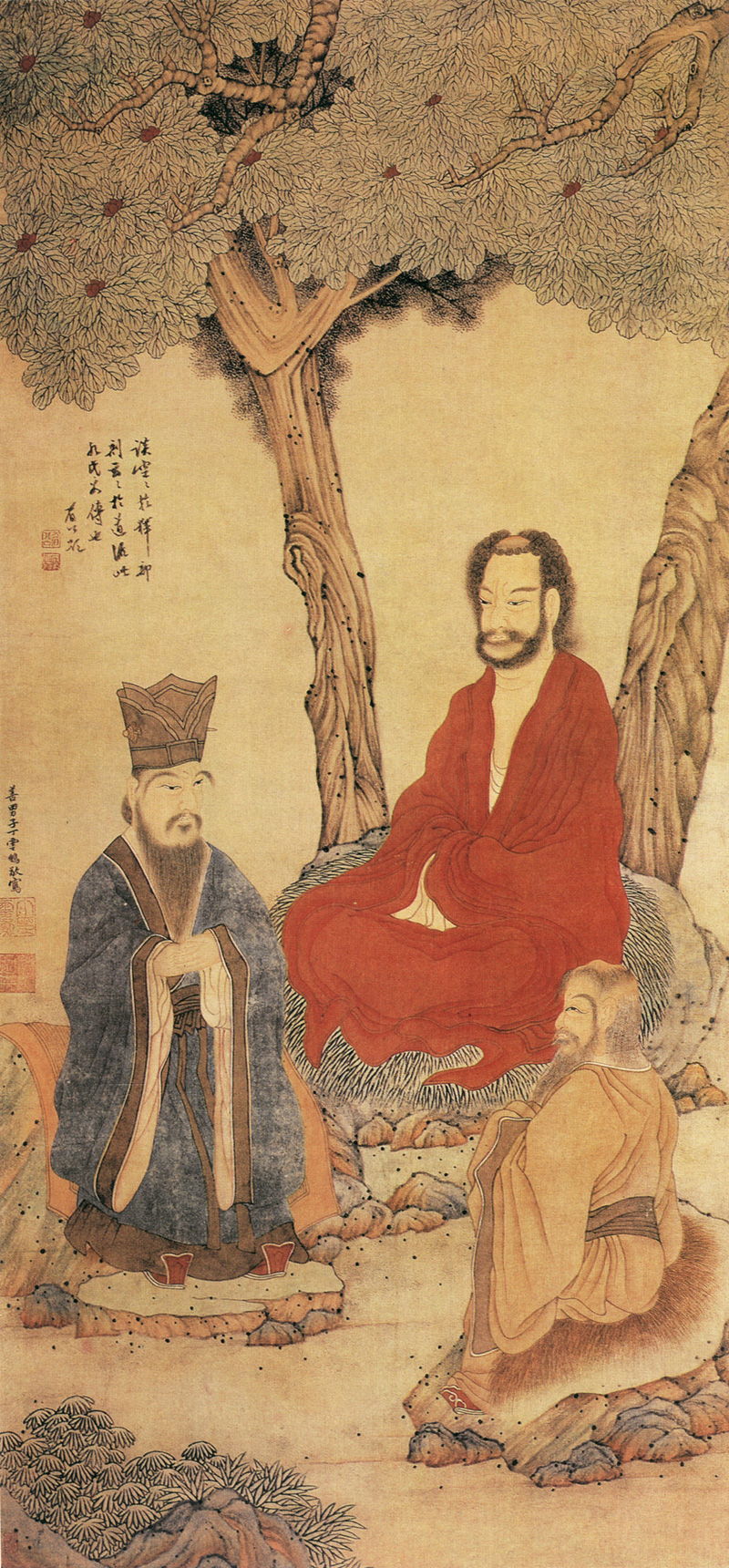
Konfucjusz i Laozi – przedstawiciele muzycznej estetyki kosmologiczno-etycznej

Pierwsze próby wyjaśnienia istoty muzyki pojawiły się w drugim tysiącleciu p.n.e. w pismach filozofów starożytnych Chin, Indii, antycznej Grecji, Mezopotamii i innych. Istoty muzyki doszukiwały się w jej funkcji społecznej.
Kosmologiczno-etyczny charakter miały traktaty Konfucjusza i Laozi oraz starohinduski Natjaśastra mędrca Bharata Muni.
W starożytności estetyka muzyczna rozwijała się jako część filozofii starogreckiej: u Platona i Arystotelesa jako estetyka etyczno-wychowawcza, u pitagorejczyków jako estetyka kosmologiczna, u Arystoksenosa z Tarentu jako estetyka empiryczna. Przejawiała się też w rozważaniach niektórych Ojców Kościoła (Augustyn z Hippony).
W okresie późnego średniowiecza Tomasz z Akwinu tłumaczył istotę twórczości muzycznej bezpośrednią personifikacją Ducha Świętego.
W renesansie rozważania estetyczne oderwały się od pojęć teologicznych, matematycznych, i przeniknęły na grunt teoretyczno-dydaktyczny.
W XVIII wieku we Francji rozwinęła się heteronomiczna estetyka naśladownictwa. Przedstawicielami tego kierunku byli Jean-Philippe Rameau, Jean-Jacques Rousseau, Denis Diderot. W Niemczech podobny nurt reprezentowali Johann Mattheson, Friedrich Wilhelm Marpurg oraz Johann Philipp Kirnberger.
Na początku XIX wieku dominowała heteronomiczna estetyka metafizyczna (Georg Wilhelm Friedrich Hegel, Friedrich Wilhelm Joseph von Schelling, Arthur Schopenhauer), u romantyków natomiast – heteronomiczna estetyka wyrazu (E.T.A. Hoffmann, Robert Schumann, Ferenc Liszt, później Richard Wagner). Obok niej rozwijał się kierunek formalistycznej estetyki muzycznej (Eduard Hanslick, Moritz Bermann), później – psychologicznej, badającej istotę przeżycia muzycznego (Gustav Theodor Fechner), oraz empirycznej, rozważającej istotę dzieła muzycznego.
W XX wieku bardzo ważną rolę odegrała energetyczna koncepcja muzyki (Ernst Kurth, Hans Mersmann), potem – kierunek fenomenologiczny (w Polsce – wybitny przedstawiciel Roman Ingarden, we Francji – Gisèle Brelet).
Przedstawicielami estetyki marksistowskiej byli m.in.: w ZSRR Boris Asafjew, Julij Kriemlow, Boris Jarustowski, w Polsce – Zofia Lissa, Stefania Łobaczewska, w Czechosłowacji – Antonín Sychra.